# Carlos Xavier
Carlos Jorge Marques Caldas Xavier (Lourenço Marques, 26 gennaio 1962) è un allenatore di calcio ed ex calciatore portoghese, di ruolo centrocampista, fratello gemello di Pedro Xavier.

## Carriera

### Club
Nato nella colonia portoghese dell'Africa Orientale, dopo gli esordi calcistici al Casa Pia di Lisbona a 19 anni inizia a far parte della prima squadra dello Sporting, con cui vince la Primeira Liga 1981-1982. Nello stesso anno con i Leões si aggiudica Coppa e Supercoppa di Portogallo 1982.
Nel 1991, dopo 250 presenze complessive con lo Sporting, viene acquistato dalla Real Sociedad insieme al connazionale e compagno di squadra Oceano da Cruz. Nel club basco ritrova inoltre il suo vecchio allenatore in Portogallo John Toshack.
Nell'estate 1994 ritorna allo Sporting, con cui ottiene la Coppa e Supercoppa portoghese 1995, prima di ritirarsi nel 1996 all'età di 34 anni.

### Nazionale
Ha collezionato 10 presenze con la propria nazionale.

### Allenatore
Durante la stagione 2004-2005 ha avuto una breve esperienza da allenatore, ricoprendo il ruolo di assistente per l'Estoril Praia, squadra di prima divisione portoghese.

## Palmarès

### Giocatore

#### Competizioni nazionali
- Campionato portoghese: 1

Sporting Lisbona: 1981-1982
- Coppa del Portogallo: 2

Sporting Lisbona: 1981-1982, 1994-1995
- Supercoppa di Portogallo: 3

Sporting Lisbona: 1982, 1987, 1995